# 니컬러스 레이

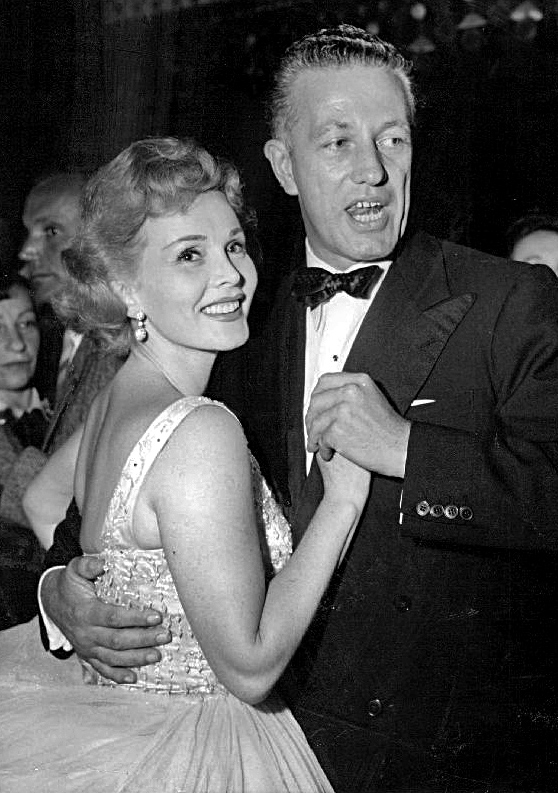
니컬러스 레이

니컬러스 레이(Nicholas Ray, 1911년 8월 7일 ~ 1979년 6월 16일)는 미국의 영화 감독이다.
레이는 1947년부터 1963년 사이에 만들어진 이유 없는 반항, 실물보다 큰, 자니 기타, 그들은 밤에 산다, 고독한 영혼 등의 작품으로 유명하며, 1970년대에는 우리는 집에 돌아갈 수 없어라는 실험 영화를 제작했지만, 이는 레이가 폐암으로 사망하여 완성되지 못하였다. 레이의 색채 활용이나 시네마스코프 화면비에서의 구도 설정은 특히 높게 평가받는다. 레이는 장 뤽 고다르와 같은 프랑스 누벨 바그 감독들에게 큰 영향을 주었다.

## 유년기와 경력
레이는 위스콘신 주 게일스빌에서 올린 킨즐과 레이먼드 킨즐의 아들로 태어났다. 그의 친조부모는 독일계였고, 외조부모는 노르웨이계였다. 그는 위스콘신주 라크로스에서 자라났다. 레이는 인기 있고 신경질적인 학생이었다. 그는 비행이나 알코올 남용을 일삼곤 했다. 레이는 그의 청소년기를 누나와 함께 알 카포네가 한창 활동하던 시절의 시카고에서 보냈으며, 월러 고등학교를 다녔다. 훗날 다시 라크로스로 돌아온 후, 레이는 훌륭한 연설자로 떠올랐으며, 동네 극장에서 서성거리고는 했다.
레이는 영어와 연설에서는 몹시 좋은 성적을 받았지만, 라틴어, 물리학, 기하학 과목에선 낙제했고, 결국 그는 최하위권 성적으로 1929년 라크로스 고등학교를 졸업했다. 그는 라크로스 주립 교육대학에서 2년 동안 연극을 배웠고, 1931년 가을에는 시카고 대학교에 입학하는 데 요구되는 필수 성적을 얻는 데 성공한다. 그는 과도한 음주와 낮은 성적으로 인해 오직 두 학기만을 그곳에서 보냈으나, 건축가 프랭크 로이드 라이트와 극작가 손튼 윌더와 친해질 수 있었다. 레이는 라이트에게서 견습생으로 발탁되기도 하였다.
대공황 시기에, 레이는 공공사업진흥국에서 추진하던 연방 연극 프로젝트에 고용된다. 레이는 민속학자 앨런 로맥스와 친해졌으며, 그와 함께 미국 농촌을 여행하며 미국의 지방 음악을 수집했다. 레이와 로맥스는 선구적인 포크 라디오 프로그램을 만들기도 하였다. 미국 포크 음악은 그의 여러 작품에서 등장한다. 1944년 그는 브루클린에서 자라는 나무의 촬영 기간 동안 엘리아 카잔의 조수로서 고용된다.
1947년 레이는 그의 첫 번째이자 유일한 브로드웨이 연극으로 듀크 엘링턴의 뮤지컬, 거지의 휴일을 제작했다. 1년 후, 그는 자신의 첫 번째 영화인 그들은 밤에 산다를 감독했다. 이 작품은 하워드 휴즈의 RKO 픽처스 인수를 둘러싼 혼란스러운 상황 때문에 2년 동안 개봉되지 못했다. 이 인상주의적 필름 누아르는 사회의 젊은 아웃사이더들에게 깊은 공감을 보내고 있는데, 이는 레이 작품에서 반복되는 모티프이기도 하다. 이 작품의 주제인 '법으로부터 도망치는 두 젊은 연인'은 '도망치는 연인들'이라고 불리곤 하는 하위 장르에 영향을 주었다. 대표적인 사례로는 조지프 L. 루이스의 건 크레이지 (1950), 아서 펜의 우리에게 내일은 없다 (1967), 테런스 맬릭의 황무지 (1973), 로버트 올트먼의 보위와 키치 (1974) 등에 영향을 주었다. 그들은 밤에 산다는 뉴욕 타임스로부터 호의적인 평을 받았다.
레이는 그 이후로도 많은 필름 누아르 작품을 만들었는데, 사건에 휘말린 각본가를 다룬 험프리 보가트 주연의 고독한 영혼과 경찰 스릴러인 어둠 속에서가 유명하다. 그는 이 시기에 본 투 비 배드와 여인의 비밀 같이 상대적으로 덜 알려진 누아르 영화를 만들기도 했다.
레이가 가장 생산력 있고 창의적이게 영화를 만들던 시기는 1950년대였다. 50년대 중반, 레이는 그의 가장 유명한 작품인 자니 기타와 이유 없는 반항을 제작했다. 자니 기타는 조앤 크로포드와 머시디스 맥켐브리지를 주연으로 하여 제작되었는데, 주로 남성에게 주어지던 액션 역할을 여성들에게 맡긴 작품이었다. 이는 당시에는 이상하게 여겨졌으나, 프랑수아 트뤼포와 같은 프랑스의 영화 평론가들에게서는 높게 평가받았다. 1955년, 레이는 제임스 딘을 주연으로 하여 이유 없는 반항을 만들었다. 교통 사고로 인해 제임스 딘이 죽은 뒤 얼마 지나지 않아 이 영화가 개봉되자 이 작품은 영화 제작과 청년 문화에 혁명적인 영향을 주었으며, 미국의 십대에 대한 현대적인 관념을 만들었다. 이 작품의 사회적, 대중문화적 의의를 볼 때, 이유 없는 반항은 색채의 표현주의적 사용, 건축의 드라마틱한 사용, 사회 부적응자에 대한 동정과 같은 레이의 영화적 스타일과 비전을 가장 순수하게 드러내주는 사례이다.
이유 없는 반항은 레이의 작품들 가운데서 가장 크게 성공했고, 내털리 우드와 살 미네오와 같은 배우들의 경력에서도 중요한 비중을 차지한다. 레이는 딘과 격렬한 '정신적 결혼' 상태에 있었으며, 살 미네오의 극중 배역인 플라토를 통해 미네오의 동성애적 성향을 일깨워줬다. 미네오의 배역인 플라토는 영화에서 등장한 첫번째 게이 십대 소년이었다. 영화 촬영 동안 감독인 레이와 당시 16세이던 내털리 우드가 동거 관계에 있다는 루머가 돌기도 하였다. 이로 인해 레이와 데니스 호퍼 사이에 우드를 둘러싼 긴장된 분위기가 형성되었지만, 그들은 훗날 화해했다.
1956년, 레이는 제임스 메이슨을 주연으로 하여 실물보다 큰을 제작하였다. 1957년, 그는 제시 제임스 스토리를 제작하였다. 이 영화에는 본래 제임스 딘이 주연으로 출연할 예정이었지만 딘의 죽음으로 인해 로버트 와그너가 주연이 되었다.

## 후기 생애
몇몇 전기 작가는 레이가 양성애자였다고 주장한다. 그는 1977년에 이를 부인하였지만, 누구나 때때로 동성 간의 성적 관계에 대한 동경이나 상상을 갖는다고 말했다.
심하게 약물과 알코올에 중독되어 있던 레이는 1960년대 초반부터 자신이 할리우드에서 밀려나고 있다는 것을 깨달았지만 계속 작업을 진행했다. 북경에서의 55일 (1963)의 촬영장에서 쓰러진 후, 레이는 1970년대까지 영화를 만들지 않았다.
1970년 필모어 이스트에서 열린 그레이트풀 데드의 콘서트에서 레이는 데니스 호퍼와 만났다. 호퍼는 레이에게 마지막 영화의 편집 작업이 진행되고 있던 자신의 목장에 합류하기를 권했다. 호퍼는 또한 레이가 빙엄턴 대학교에서 안정된 초빙 교수 자리를 갖도록 도왔다. 1971년부터 1973년까지, 그는 학교에서 영화를 가르치며 학생들과 함께 다양한 이중 인화 기법을 사용한 자전적 영화인 우리는 집에 돌아갈 수 없어를 제작했다. 1972년 봄, 레이는 영화의 몇몇 장면을 상영했다. 관객들은 레이와 학생들이 함께 마리화나를 피우는 장면을 보고 충격을 받았다. 이 작품의 초기 버전은 1973년 칸 영화제에서 상영되었지만, 레이는 이 버전에 만족하지 못하였고, 1979년, 그가 죽기 전까지도 이 영화를 편집했다.
우리는 집에 돌아갈 수 없어에서 레이가 보인 즉흥적인 연출은 켄 제이콥스나 래리 고트하임과 같은 대학의 뉴 아메리칸 시네마 지향의 영화학부 동료들과 레이 간에 갈등을 일으켰고, 빙엄턴 대학과의 계약은 1973년 봄 이후 연장되지 않았다. 옛 친구들의 도움으로, 결국 그는 리 스트라스버그 재단과 뉴욕 대학교에서 안정적으로 교단에 설 수 있게 되었으며, 영화 감독 짐 자무시를 가르치기도 했다.

## 죽음
죽기 얼마 전, 레이는 독일 영화감독 빔 벤더스와 함께 물 위의 번개를 제작했다. 그는 2년간의 투병 끝에 1979년 6월 16일, 뉴욕에서 폐암으로 세상을 떠났다. 그는 오크 그로브 묘지에 묻혔다.

## 영향
- 장 뤽 고다르는 그의 엄청난 숭배자였고, 비터 빅토리의 리뷰에서 다음과 같은 유명한 말을 하기도 했다. "연극 (그리피스), 시 (무르나우), 회화 (로셀리니), 춤 (에이젠슈타인), 음악 (르누아르)이 있었다. 그러니 영화도 있을 것이다. 그리고 영화는 바로 니콜라스 레이다." 더하여, 고다르의 영화에는 레이의 작품들을 인용한 장면들이 많이 등장한다.
- 프랑수아 트뤼포는 레이에 대한 글을 여러 편 썼다. 그는 그들은 밤에 산다 (1949)가 레이의 가장 훌륭한 영화라고 주장하지만, 동시에 자니 기타 (1954)와 실물보다 큰 (1956)에도 특별한 관심을 주고 있다.
- 마틴 스코세이지 또한 레이의 팬이다. 그는 레이의 영화에서 가져온 몇 개의 클립을 자신의 다큐멘터리인 마틴 스콜세지와의 영화여행에서 사용했다.
- 영화 감독 커티스 핸슨은 레이의 작품인 고독한 영혼의 DVD에서 음성 해설을 했다. 이 작품은 핸슨의 LA 컨피덴셜에 영향을 준 작품들 가운데 하나이다.
- 빔 벤더스 또한 유명한 레이의 팬이며, 여러 작품에서 그에 대한 오마주를 바쳤다. 그의 작품, 미국인 친구에서 레이는 카메오로 등장한다. 벤더스는 또한 레이의 마지막 작품인 물 위의 번개를 공동으로 감독하고, 레이가 죽은 뒤 편집하기도 했다. 이 작품은 니컬러스 레이의 마지막 나날에 대한 감동적인 초상이다.